# Archiwum Państwowe w Katowicach
Archiwum Państwowe w Katowicach – jedno z największych archiwów państwowych w Polsce. W jego zasobach znajdują się dokumenty kancelarii typowej dla średniowiecza, kancelarii pruskiej, austriackiej i rosyjskiej, a także dokumenty województwa śląskiego z okresu międzywojennego.

## Dzieje Archiwum

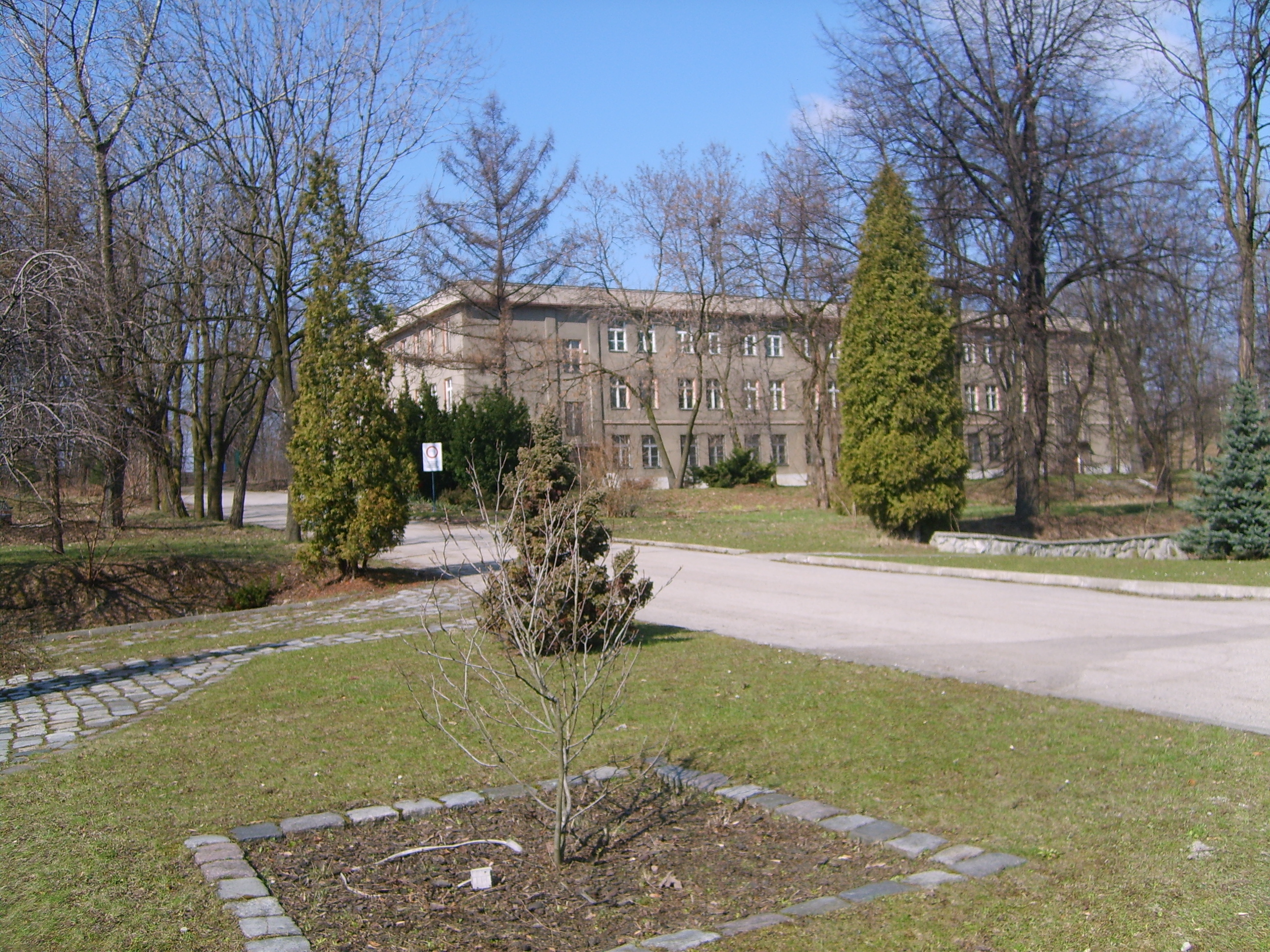
Archiwum Państwowe w Katowicach. Budynek nr 10. Oddział opracowywania zasobu archiwalnego, kartografii i przechowywania dokumentów niearchiwalnych.

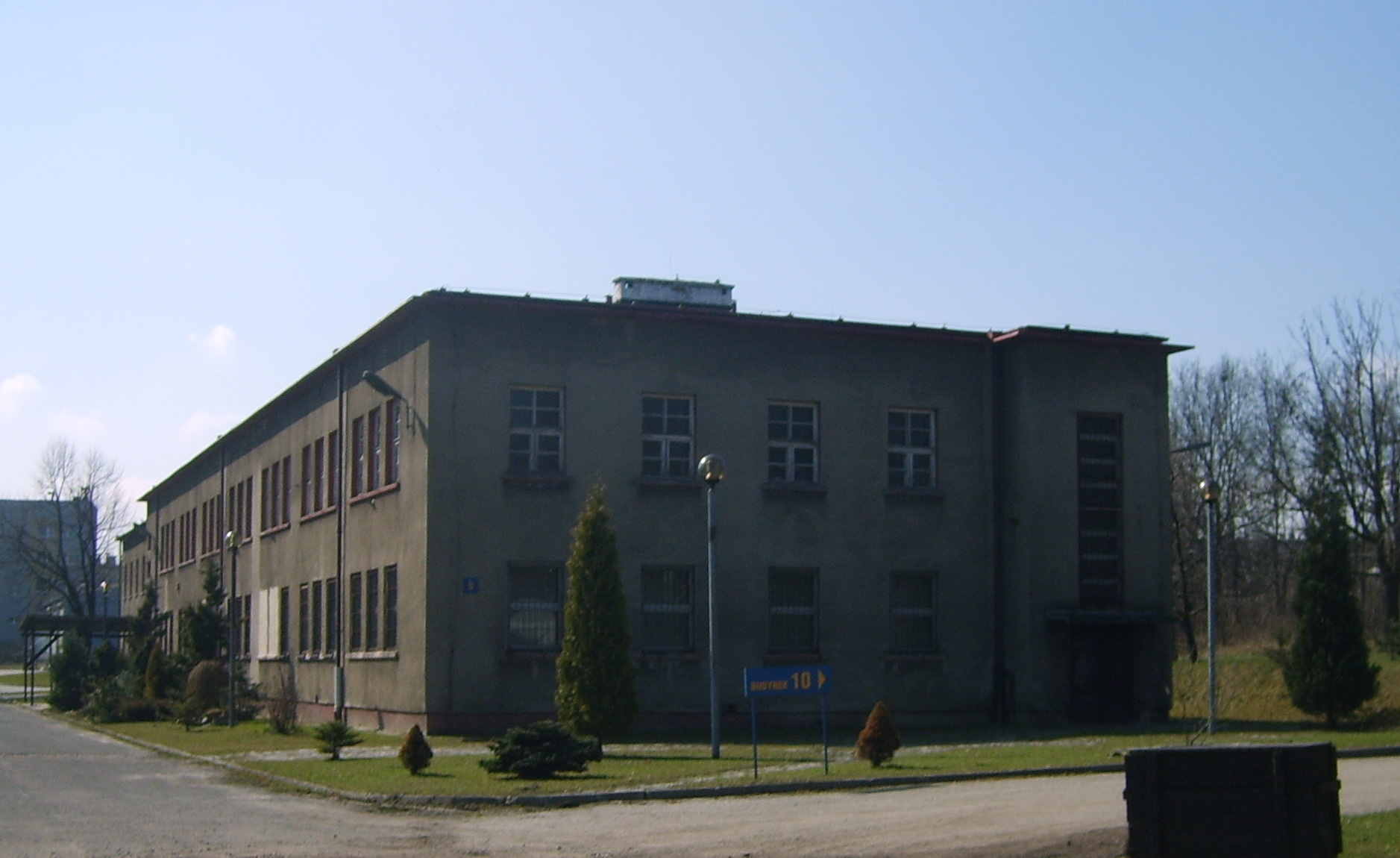
Archiwum Państwowe w Katowicach. Budynek nr 9. Oddział przechowywania zasobu archiwalnego.

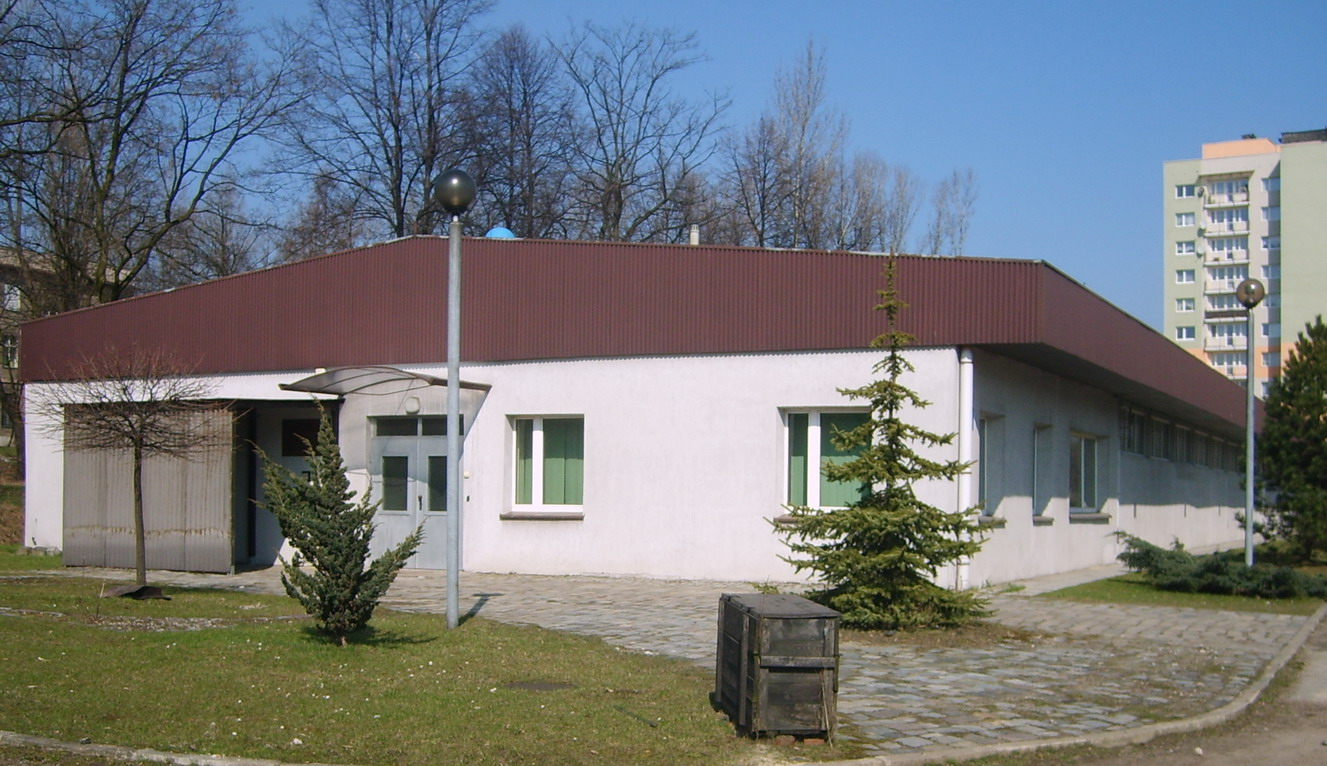
Archiwum Państwowe w Katowicach. Budynek nr 8. Oddział konserwacji i reprografii.

### Lata 1932–1939
Utworzenie Archiwum poprzedzone zostało wieloma próbami zorganizowania tego typu instytucji, zwłaszcza w okresie planowania przeniesienia Urzędu Wojewódzkiego do nowego gmachu. Czynnikiem, który przyspieszył jego powstanie, był napływ dużej ilości akt pruskich oraz austriackich, dla których trzeba było znaleźć właściwą opiekę oraz pomieszczenie.
Oficjalne powołanie katowickiej placówki archiwalnej datuje się na 10 listopada 1932 r., kiedy to wojewoda śląski dr Michał Grażyński podpisał Tymczasowy Regulamin Archiwum Akt Dawnych Województwa Śląskiego. Do powstania Archiwum przyczynili się: dr Antoni Rybarski, dr Edward Kostka oraz dr Eugeniusz Barwiński. Archiwum ze względu na autonomię Śląska było wewnętrzną komórką organizacyjną Urzędu Wojewódzkiego Śląskiego. Jego zadaniem było gromadzenie i przechowywanie akt wytworzonych przez urzędy państwowe i samorządowe, akt dawnego na tym terenie państwa pruskiego i austriackiego, a także wszelkich zabytków piśmiennictwa dotyczących dziejów życia i kultury Górnego Śląska. Stanowisko kierownika objął z dn. 16 grudnia 1932 r. dr Michał Antonów, historyk i archiwista ze Lwowa.
Zasób Archiwum w początkowej fazie jego funkcjonowania składał się z trzech głównych części:
- akta byłej rejencji opolskiej, dotyczące terenów Górnego Śląska, które weszły w skład województwa śląskiego (ok. 7000 woluminów z XIX i początku XX w.);
- akta administracyjne byłych władz austriackich, dotyczące cieszyńskiej części województwa, rewindykowane z Czechosłowacji w latach 1930–1931 (515 fascykułów);
- akta Polskiego Komisariatu Plebiscytowego w Bytomiu oraz powiatowych komitetów plebiscytowych (50 mb).

Z czasem archiwum miało przejąć archiwalia władz kościelnych, wyznaniowych, organów samorządu, instytucji publicznych i prywatnych z terenu województwa śląskiego. Archiwum swoje zbiory udostępniało do celów urzędowych i naukowych.
W latach 1934–1935 przeprowadzona została przez Ludwika Musioła z Oddziału Śląskiego Polskiego Towarzystwa Historycznego rejestracja archiwaliów znajdujących się na terenie województwa śląskiego.
W latach 1936–1938 zasób archiwum powiększył się do prawie 1000 mb akt. Były to głównie akta pruskich landratur, wydziałów powiatowych i inspektoratów szkolnych. Czyniono starania aby odzyskać zdeponowane w Archiwum Państwowym we Wrocławiu akta miejskie Tarnowskich Gór i Pszczyny, czemu przeszkodził wybuch II wojny światowej. Starano się także pozyskać jedno z największych na Górnym Śląsku archiwów prywatnych zawierające m.in. akta księstwa pszczyńskiego, co zostało zrealizowane w lutym 1939 r.
Latem 1939 r. kierownik archiwum dr Antonów w obawie przed przewidywanym wkroczeniem wojsk niemieckich zarządził częściową ewakuację materiałów archiwalnych (25 skrzyń) w kierunku południowo-wschodnim. Wśród nich znalazły się, uznane za szczególnie cenne, najstarsze akta z Archiwum Książąt Pszczyńskich, akta Sejmu Śląskiego oraz wywiezione z powodów politycznych, dokumenty związane z plebiscytem. Wraz z archiwaliami ewakuowano wówczas w również zbiory rękopiśmienne, materiały bibliograficzne i inwentarz (32 skrzynie) Biblioteki im. Józefa Piłsudskiego w Katowicach

### Lata 1939–1945
Od września 1939 r. podczas przeprowadzanej konfiskaty mienia polskich instytucji i organizacji, władze okupacyjne przejęły m.in. akta Związku Powstańców Śląskich, organizacji strzeleckich, akta i rękopisy Instytutu Śląskiego, akta policyjne i sądowe. W połowie października władza przeszła z rąk zarządu wojskowego w ręce administracji cywilnej. Archiwum przejęła niemiecka służba archiwalna i zostało ono przekształcone w filię Archiwum Państwowego we Wrocławiu (Staatsarchiv Breslau).
Archiwum swoim zasięgiem działań obejmowało obszar rejencji katowickiej i opolskiej, a także nieśląskie tereny włączone do Rzeszy (rejencji katowickiej), a mianowicie powiaty: będziński, chrzanowski, olkuski, miasto Sosnowiec oraz część powiatu częstochowskiego i zawierciańskiego. Jego siedzibą był lokal byłego Archiwum Akt Dawnych Województwa Śląskiego. Dyrektorem został dr Karl Bruchmann, archiwista z Archiwum wrocławskiego. Przybył on do Katowic ok. 20 października 1939.
Po utworzeniu 1 kwietnia 1941 prowincji górnośląskiej ranga Archiwum została podniesiona i stało się ono do Samodzielnym Archiwum Państwowym w Katowicach (Staatsarchiv Kattowitz), podległym bezpośrednio Generalnej Dyrekcji Archiwów Państwowych w Berlinie.
Poczynania dyrektora K. Bruchmanna sprowadziły się do:
- uzyskania zakazu niszczenia akt polskich bez zezwolenia niemieckich władz archiwalnych;
- przejmowania archiwaliów oraz akt bieżących urzędów;
- gromadzenia materiałów dotyczących aktualnych wydarzeń (Zeitgeschichte);
- pozyskiwania archiwaliów pozostających w rękach prywatnych, zarówno poprzez ich grabież przy współpracy z Gestapo[4], jak też przejmowanie w depozyt;
- planowanej, zorganizowanej akcji zabezpieczenia dokumentacji polskiej (utworzenie w Katowicach centrali dla rewindykacji akt);
  - odtworzenia wykazu akt tych polskich urzędów, które były ewakuowane na Wołyń i do Galicji Wschodniej;
  - podjęcia rozmów (13 listopada 1939) poprzez Ministerstwo Spraw Zagranicznych III Rzeszy z ZSRR i Litwą, których celem było odzyskanie znajdujących się w tych państwach akt dotyczących terenów przyłączonych do Niemiec;

Zarządzenia i osobiste starania Bruchmanna doprowadziły do odzyskania części akt nie wywiezionych przez Antonowa na wschód. Jeszcze w 1939 r. napłynęły do katowickiego archiwum skrzynie zawierające akta różnych polskich urzędów z terenów województwa śląskiego odnalezione i zgłoszone przez graniczne posterunki wojskowe m.in. na dworcach Chrzanowa i Bohumina.
W efekcie podjętych działań rewindykacyjnych (zakończenie akcji 18 sierpnia 1942), odzyskane zostały najcenniejsze archiwalia, ewakuowane przez władze polskie na wschód przed wybuchem wojny. Nastąpiło to przy znacznym poparciu i zaangażowaniu się dr. Ericha Randta, który przejął zarząd nad archiwami polskimi po Witoldzie Suchodolskim i kierował dyrekcją archiwów przy rządzie Generalnego Gubernatorstwa w Krakowie.
Począwszy od roku 1940 następowało systematyczne powiększenie zasobów. Stosując zasadę pertynencji terytorialnej, przeprowadzono akcję rejestracji, wydzielania i wysyłki do Katowic archiwaliów związanych z prowincją górnośląską. Działania takie przeprowadzone zostały w archiwach Krakowa, Warszawy, Piotrkowa, Kielc i Radomia.
Od roku 1942 RAF i USAAF rozpoczęły ofensywę powietrzną na III Rzeszę siłami nawet ponad 1000 samolotów w jednym nalocie. Naloty alianckie spowodowały wydanie szczegółowych przepisów dotyczących zabezpieczenia cenniejszych zbiorów. Na podstawie zaleceń Berlina, wytypowano miejsca poza strefą gęsto zaludnioną, gdzie przewieziono i ukryto archiwalia. Były to pałace w: Wierzbniku, Trawnikach, Krajnie, Pisarzowicach, Niemodlinie i klasztorze oo. franciszkanów w Prudniku.
Akcja ewakuacji zbiorów archiwalnych rozpoczęła się w 1943 już po odejściu dr Bruchmanna na front. Kierował nią przybyły z Wrocławia archiwista dr Lachmann.
Latem 1944 Generalna Dyrekcja Archiwów Państwowych nakazała przeniesienie tych akt do kopalni soli w Grasleben (obecny powiat Helmstedt). Znalazły się tam archiwalia najcenniejsze, w tym średniowieczne. Pod koniec tego roku wydano wytyczne, według których ewakuacją miały być objęte także archiwa gospodarcze, dworskie, kościelne i zbiory prywatne.
Z końcem grudnia 1944 r. Lachmanna – odwołanego do Wrocławia – zastąpił dr Suhr z Tajnego Archiwum Państwowego w Berlin-Dahlem. Staatsarchiv Kattowitz przestało istnieć 17 stycznia 1945 r.
W końcowym okresie wojny archiwum poniosło nieodżałowane straty. Wśród zaginionych archiwaliów znalazły się akta dotyczące byłej rejencji opolskiej odnoszące się do województwa śląskiego, akta plebiscytowe, a także archiwalia powstałe na Śląsku Cieszyńskim przed rokiem 1919.

### Po 1945 r.
Po II wojnie światowej katowickie Archiwum początkowo funkcjonowało
prowizorycznie. Na jego czele stanął ponownie, po powrocie ze Lwowa, dr Michał
Antonów. Siedzibą Archiwum był w dalszym ciągu budynek Urzędu Wojewódzkiego. W jego piwnicach znajdował się magazyn, a dla potrzeb administracyjno-naukowych zajmowano trzy pokoje. Dodatkowy magazyn znajdował się w baraku przy ul. ks. K. Damrota 4. Zbiory przechowywano także w barakach byłego obozu pracy w Świętochłowicach.
Archiwum zostało włączone do polskiej sieci archiwalnej utworzonej na mocy
Zarządzenia Ministra Oświaty podpisanego 19 grudnia 1945 przez ówczesnego ministra Czesława Wycecha. Zadania, które stanęły wówczas przed Archiwum sprowadzały się do:
- zabezpieczenia zbiorów przejętych po Niemcach;
- odnalezienia archiwaliów zaginionych lub rozproszonych;
- wyszukania, przygotowania i przekazania części zbiorów do innych archiwów (zasada pertynencji terytorialnej).

Pomimo tego, że w ramach porządkowania archiwaliów przekazanych zostało ok. 500 mb akt archiwom w Kielcach, Krakowie, Piotrkowie i Radomiu, Archiwum borykało się z brakiem wystarczającej powierzchni magazynowej. Sytuacja poprawiła się nieco w roku 1948, kiedy to do jego dyspozycji oddano piwnice w budynku Śląskich Technicznych Zakładów Naukowych. Jednak już w 1950 r. przejęto akta z pięciu archiwów miejskich: Bielska, Bytomia, Częstochowy, Gliwic i Opola (ok. 950 mb akt) oraz muzeów w Bielsku, Bytomiu, Chorzowie, Cieszynie, Pszczynie i Zabrzu. Od roku 1952 rozpoczęto również przejmowanie akt przemysłowych.
Kolejne powiększenie powierzchni Archiwum nastąpiło w 1981 r., kiedy to instytucja ta zajęła pomieszczenia na II i III piętrze budynku przy ul. 3 Maja 11 w Katowicach. Powierzchnia Archiwum zwiększyła się wówczas o 430 m². Nie wystarczyło to jednak by pomieścić wszystkie archiwalia i ich część przekazano do placówek zamiejscowych, m.in. akta dotyczące NSDAP przekazano do Malborka, a Deutscher Volksbund do Brzegu.
Po 1989 (upadek komunizmu w Polsce), zasób poszczególnych archiwów znacznie się powiększył, ponieważ przejmowano akta po komitetach PZPR.
Nowa lokalizacja
Starania o nowy gmach, wspólny dla Biblioteki Śląskiej i Wojewódzkiego Archiwum Państwowego, rozpoczął podjął jeszcze w 1949 r. ówczesny dyrektor biblioteki Paweł Rybicki. Starania P. Rybickiego i innych uwiecznione zostały sukcesem dopiero w roku 1991, kiedy to dyrektorem Archiwum był Adam Kałuża. Rozpoczął on – jeszcze przed uzyskaniem oficjalnej zgody – przewożenie archiwaliów na tereny mieszczącej się na Wełnowcu (ul. Józefowska 104), a przeniesionej do Gliwic, filii Ośrodka Szkolenia Specjalistów Wojsk Radiotechnicznych z Chorzowa (JW 3150). W marcu 1991 Archiwum oficjalnie przejęło byłe koszary o obszarze 6 ha wraz z budynkami o powierzchni ok. 10 000 m².
Zakończyły się trwające od początku powstania archiwum nieustannie problemy lokalowe. Otworzyły się nowe perspektywy rozwoju. Przystąpiono do likwidacji części oddziałów terenowych. Zlikwidowane zostały archiwa w Tarnowskich Górach, Bytomiu, Będzinie, Chrzanowie oraz Rybniku. Odzyskano depozyty złożone w archiwum w Opolu i Brzegu.

## Przemiany organizacyjne

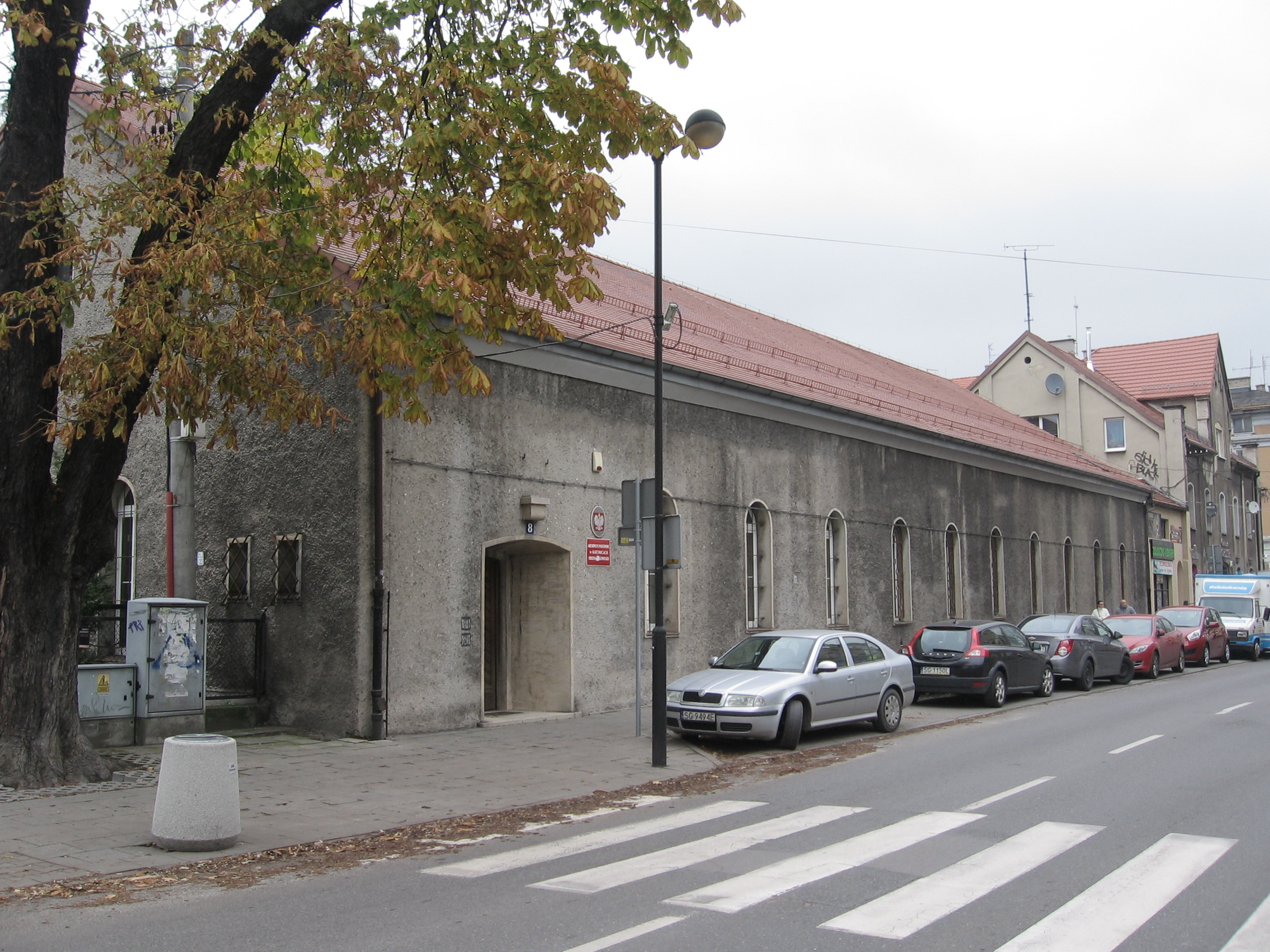
Gliwice, budynek oddziału Archiwum Państwowego w Katowicach w 2017 roku

Przemiany organizacyjne dotyczyły głównie tworzenia, bądź też likwidacji sieci archiwów powiatowych oraz oddziałów terenowych.
W latach 1950–1951 (Zarządzenie Ministra Oświaty z 21 lipca 1950) nastąpiło rozszerzenie sieci archiwów poprzez utworzenie 12 Powiatowych Archiwów Państwowych: w Będzinie, Bielsku-Białej, Bytomiu, Gliwicach, Częstochowie, Lublińcu, Niemodlinie, Opolu, Pszczynie, Raciborzu, Tarnowskich Górach i Zawierciu. Archiwa te podległe były Wojewódzkiemu Archiwum w Katowicach. Do podstawowych zadań archiwów powiatowych należało: zabezpieczanie, gromadzenie i udostępnianie akt, zakładów i składnic, oraz przekazywanie akt do archiwum wojewódzkiego po pięcioletnim okresie przechowywania ich u siebie.
Jeszcze w 1951 roku Oddział Powiatowy w Częstochowie przekształcono w Archiwum Państwowe w Częstochowie podległe Wojewódzkiemu Archiwum Państwowemu w Katowicach. Wraz z nadaniem w 1956 roku nowego statutu, placówkę przemianowano na Oddział Terenowy w Częstochowie Wojewódzkiego Archiwum Państwowego w Katowicach.
Archiwum w Niemodlinie nie zostało nigdy zorganizowane, a w 1952 je zlikwidowano. W roku tym utworzono Archiwum Powiatowe w Cieszynie, a zlikwidowano w Lublińcu, jego zasoby zostały przekazane do archiwum w Tarnowskich Górach.
Do 1963 r. funkcjonował oddział utworzony w Zawierciu, a jego z kolei zasób przekazano do archiwum w Będzinie.
Na podstawie zarządzenia Rady Ministrów z 2 lutego 1953 r. oddział powiatowy w Opolu przekształcono w Wojewódzkie Archiwum Państwowe w Opolu.
Po reformie administracyjnej z 1975 r. dokonała się zmiana nazewnictwa: od tej pory funkcjonowały Archiwa Państwowe oraz ich oddziały, będące wcześniej Archiwami Powiatowymi. Wówczas też nastąpiły zmiany strukturalne. Archiwum Państwowe w Katowicach objęło swym zasięgiem działania województwa: katowickie i bielskie. Jednocześnie przejęto archiwa w Chrzanowie, Oświęcimiu, Raciborzu oraz Żywcu. W wyniku zmian, w Częstochowie powstało także wtedy samodzielne, Wojewódzkie Archiwum Państwowe, podlegające Naczelnej Dyrekcji Archiwów Państwowych w Warszawie.
Po przyjęciu przez Sejm, dnia 14.07.1983 roku Ustawy o narodowym zasobie archiwalnym i archiwach, w nazwie instytucji pominięto przymiotnik wojewódzkie.
W 1989 roku Archiwum Państwowe w Częstochowie zostało zlikwidowane, a na jego miejsce utworzono Oddział Archiwum Państwowego w Katowicach. Ten stan trwał do 7 czerwca 1994, kiedy to ponownie utworzono Archiwum Państwowe w Częstochowie.
W 2015 roku został wybudowany i oddany do użytku nowoczesny budynek archiwalny w Bielsku-Białej. Do tego obiektu przeniesiono zasoby dotychczasowych oddziałów zamiejscowych w Bielsku-Białej, Oświęcimiu i Żywcu. Z dniem 1 czerwca 2015 roku likwidacji uległ Oddział w Oświęcimiu, a z dniem 1 października 2015 roku Oddział w Żywcu. Zasoby obu zlikwidowanych oddziałów zostały włączone do zasobu Oddziału w Bielsku-Białej, który stał się w ten sposób jednym z największych w Polsce.

## Teren (zasięg) działania
Archiwum Państwowe w Katowicach obejmuje obecnie swym zasięgiem województwo śląskie z wyjątkiem obszaru dawnego województwa częstochowskiego oraz tereny pograniczne województwa małopolskiego.
- Teren działania centrali z uwzględnieniem powiatów, miast i gmin.

| Powiaty i miasta na prawach powiatu | Miasta i gminy |
| będziński |                |
| --- | -------------- |
| Będzin • Bobrowniki • Czeladź • Mierzęcice • Psary • Siewierz • Sławków • Wojkowice                                                                      |                |
| bieruńsko-lędziński bez Bierunia, Lędzin i Bojszów |                |
| Chełm Śląski • Imielin |                |
| chrzanowski bez Alwerni |                |
| Babice • Chrzanów • Libiąż • Trzebinia |                |
| olkuski bez Trzyciąża |                |
| Bolesław • Bukowno • Klucze • Olkusz |                |
| tarnogórski bez Kalet |                |
| Krupski Młyn • Miasteczko Śląskie • Ożarowice • Radzionków• Świerklaniec • Tarnowskie Góry • Tworóg • Zbrosławice                                        |                |
| zawierciański bez Irządzy, Kroczyc, Szczekocin i Włodowic                                                                                                |                |
| Łazy • Ogrodzieniec • Pilica • Poręba • Zawiercie • Żarnowiec                                                                                            |                |
| miasta na prawach powiatu |                |
| Bytom • Chorzów • Dąbrowa Górnicza • Jaworzno • Katowice • Mysłowice • Piekary Śląskie • Ruda Śląska • Siemianowice Śląskie • Sosnowiec • Świętochłowice |                |

Placówce podlegają 4 oddziały zamiejscowe w: Bielsku-Białej, Cieszynie, Gliwicach i Raciborzu.
- Zasięg działania oddziałów zamiejscowych z uwzględnieniem powiatów, miast i gmin: https://katowice.ap.gov.pl/

## Zasób archiwalny

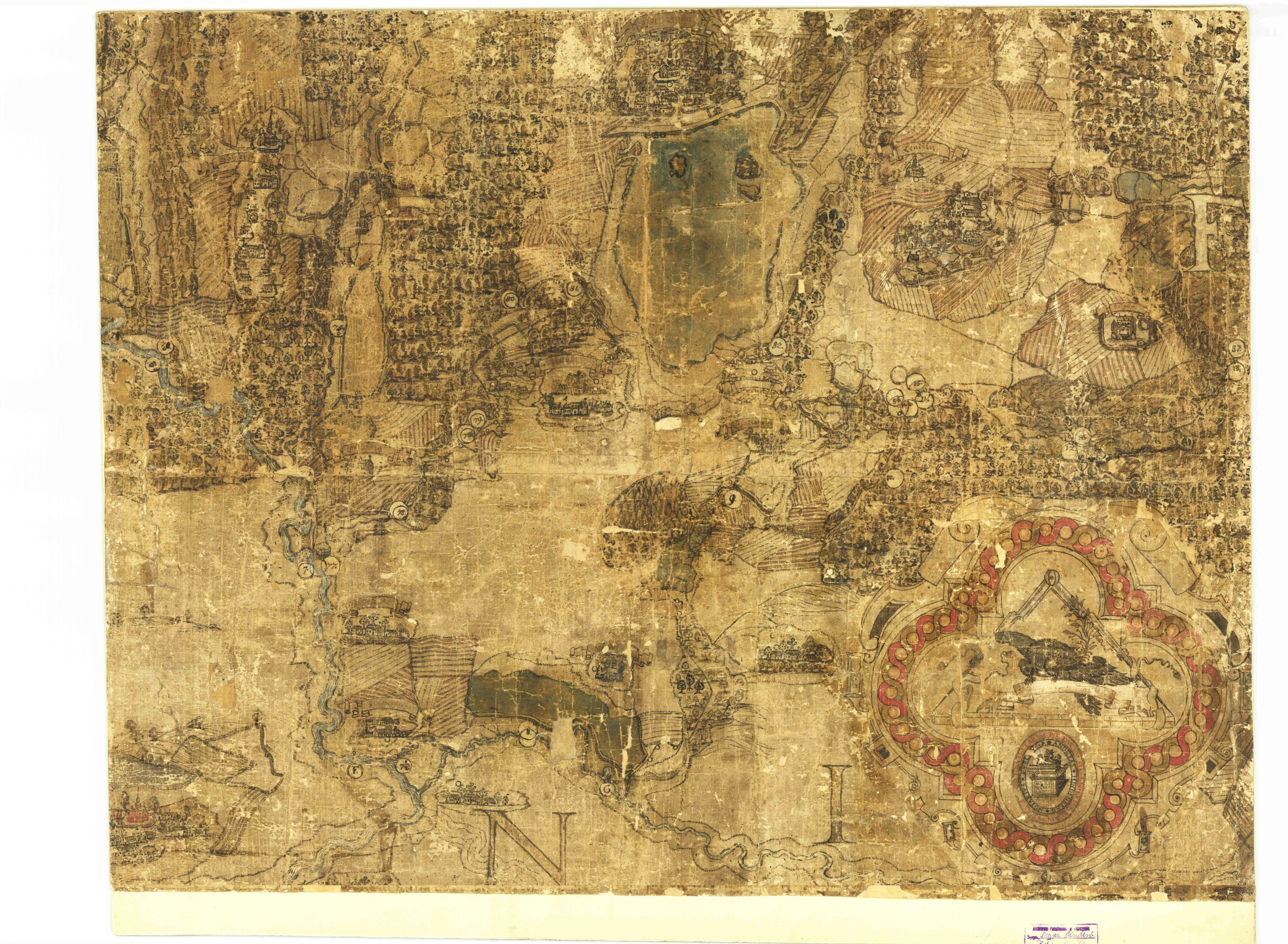
Mapa Andreasa Hindenberga z 1636 r. (skala 1:18 728). Zbiory Archiwum Państwowego w Katowicach.

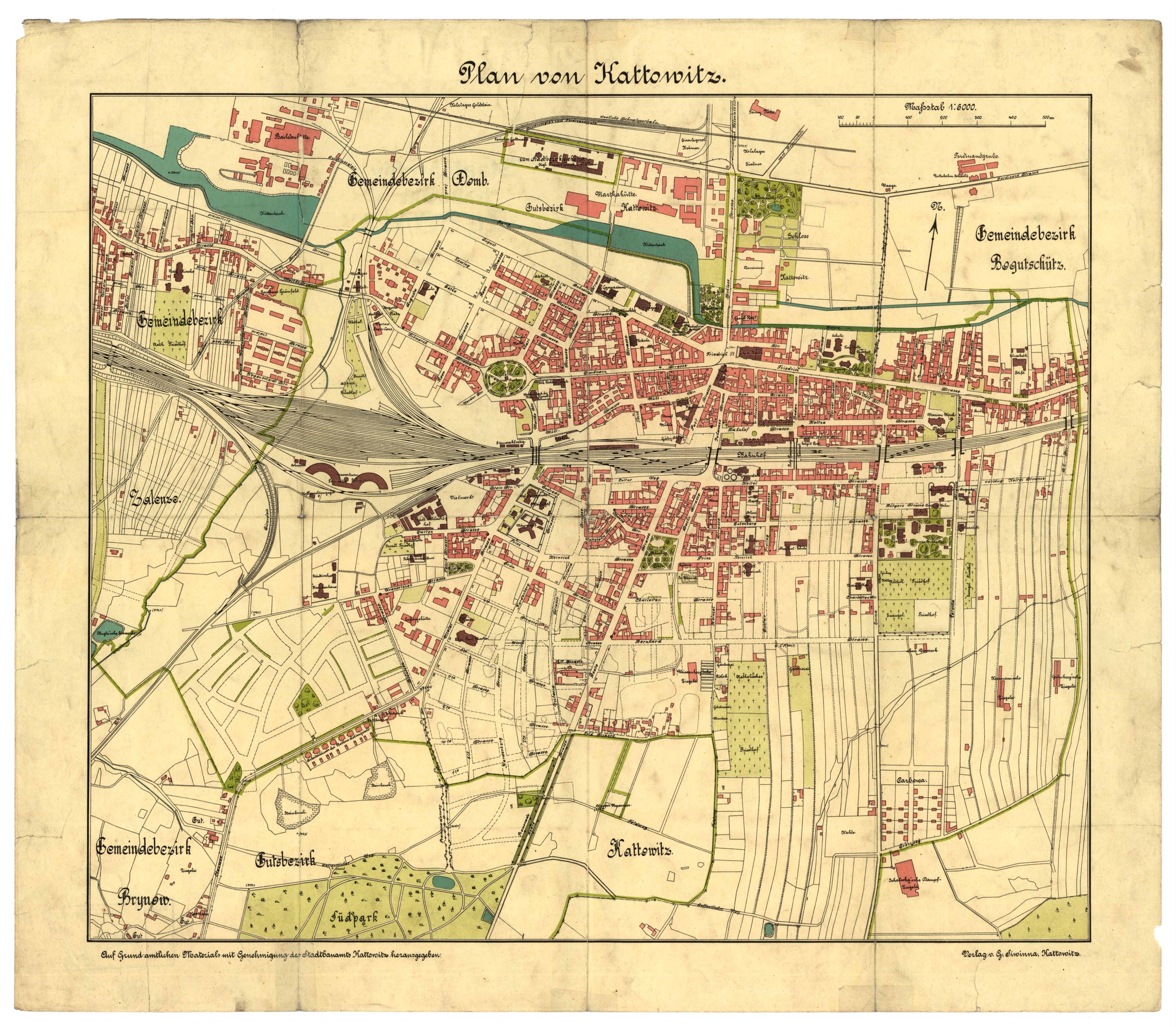
Plan Katowic z 1910 r. (skala 1:6000). Zbiory Archiwum Państwowego w Katowicach.

Zbiory archiwum obejmują dokumenty począwszy od końca XIII w. Łącznie zgromadzono ponad 20 000 m.b. akt (stan na grudzień 2008 r.).
Archiwum Państwowe w Katowicach jako jedyne w Polsce posiada w swych zasobach akta pochodzące z obszaru trzech zaborów. Powoduje to, ze względu na konieczność znajomości trzech systemów kancelaryjnych oraz posługiwanie się co najmniej dwoma językami, niewątpliwe problemy w opracowywaniu zespołów archiwalnych.
Główny trzon zespołu archiwum stanowią obecnie:
- z okresu do 1922 r. – materiały administracji państwowej szczebla powiatowego z l. 1815-1938;
- z okresu plebiscytu i powstań śląskich – akta Polskiego Komisariatu Plebiscytowego w Bytomiu z l. 1920-1921, Naczelnej Rady Ludowej na Górnym Śląsku z l.1921-1922;
- z okresu międzywojennego – akta Sejmu Śląskiego z l. 1922–1939, Urzędu Wojewódzkiego Śląskiego z l. 1922–1939 oraz akta starostw powiatowych, a także akta różnego rodzaju instytucji i organów władzy;
- z czasów okupacji – akta Rejencji Katowickiej, Naczelnego Prezydium w Katowicach, Zarządu Prowincjonalnego Górnego Śląska, Urzędu Powierniczego w Katowicach, Sądu Specjalnego w Katowicach, a także oraz akta NSDAP Gauleitung OS Kattowitz wraz z kierownictwami powiatowymi;
- z okresu Polski Ludowej – akta Urzędu Wojewódzkiego Śląskiego w Katowicach z l. 1945-1950, Wojewódzkiej Rady Narodowej w Katowicach z l. 1945-1950, Prezydium Wojewódzkiej Rady Narodowej w Katowicach z l. 1950-1973, starostw powiatowych i powiatowych rad narodowych, a także zespoły sądów okręgowych i zespoły miejskie;
- z czasów najnowszych – materiały administracji państwowej, akta wymiaru sprawiedliwości, notarialne, instytucji kulturalno-oświatowych, finansowych, organizacji spółdzielczych i społecznych oraz partii politycznych, zwłaszcza z przejętą po 1989 roku dokumentacją komitetów wojewódzkich Polskiej Zjednoczonej Partii Robotniczej w Katowicach i Bielsku-Białej;
- akta poniemieckie urzędów szczebla powiatowego – landratur;
- akta gospodarcze, spółek, koncernów, przedsiębiorstw, administracji przemysłowej oraz stowarzyszeń pracodawców i pracowników;
- wielotysięczny zbiór kartograficzny z licznymi, specjalistycznymi mapami topograficznymi (nie tylko Śląska) oraz planami miast;
- zbiory sfragistyczne, a także wszelkie dokumenty życia społecznego – tzw. druki ulotne (fotografie, afisze, obwieszczenia, plakaty).

Najstarszy przechowywany w katowickim Archiwum dokument pochodzi z roku 1287. Został wystawiony przez Mieszka raciborskiego, celem potwierdzenia nadań Jana z Grabi i Borka z Łazisk (dwóch ogrodów, lasu i pola) na rzecz kościoła św. Wojciecha w Mikołowie.
Do szczególnie cennych zabytków należą także: księga protokołów miasta Woźniki z l. 1482-1598, posiadająca formę dutki, a zawierająca zapisy języku czeskim, polskim, łacińskim i niemieckim, kronika miasta Tarnowskie Góry sporządzona przez Karla Winklera oraz czerwona księga miejska Mysłowic z l. 1590-1700.
Na wyjątkową uwagę zbioru kartograficznego zasługuje rękopiśmienna mapa Andreasa Hindenberga z 1636 r. przedstawiająca Wolne Państwo Stanowe Pszczyńskie. Uznawana jest ona za najstarszą wielkoskalową mapę gospodarczą ziem polskich.
Na mocy porozumienia z Województwem Śląskim z 18 lipca 2014 wybrane mapy archiwalne publikowane są w Otwartym Regionalnym Systemie Informacji Przestrzennej. Do tej pory opublikowano:
- Niemiecka mapa topograficzna z roku 1883, ukł. Sucha Góra skala 1:10 000. Tytuł oryginalny: Specialkarte der Oberschlesischen Bergeviere unter Angabe der Lage der verliehenen Bergwerke.
- Niemiecka mapa topograficzna z roku 1901, ukł. Sucha Góra skala 1:10 000. Tyuł oryginalny: Topographie zur Flözkarte vom nordlichen Teil des Oberschlesischen Steinkohlenbeckens.
- Mapa topograficzna Terenu Przemysłowego Zagłębia Dąbrowskiego w skali 1:10 000 (układ Sucha Góra) opracowana na podstawie pomiarów wykonanych w latach 1925–1926.
- Mapa topograficzna GUGiK w skali 1:5000 i 1:10 000 (układ Borowa Góra) wydana w latach 1960–1966. Mapa przedstawia sytuację topograficzną z lat 1958–1961.

## Zadania
Zadania precyzuje Ustawa z dnia 14 lipca 1983 r. o narodowym zasobie archiwalnym. Do zakresu działania archiwów państwowych, w tym Archiwum Państwowego w Katowicach, należy w szczególności:
- Kształtowanie państwowego zasobu archiwalnego oraz nadzór nad nim;
- Przejmowanie, ewidencjonowanie, opracowywanie, przechowywanie, zabezpieczanie i udostępnianie materiałów należących do zasobu archiwalnego;
- Prowadzenie działalności naukowej i wydawniczej;
- Prowadzenie działalności informacyjnej o materiałach archiwalnych i dziedzinach pokrewnych oraz ich popularyzacja;
- Wydawanie uwierzytelnionych wypisów, odpisów, wyciągów i reprodukcji przechowywanych materiałów, a także zaświadczeń na podstawie tych materiałów;
- Prowadzenie spraw w zakresie przechowywania dokumentacji o czasowym okresie przechowywania w zakresie ustalonym ustawą. Dotyczy to zwłaszcza dokumentacji osobowo-płacowej.

Dla realizacji tego zadania w lipcu 2004 w Archiwum został powołany odrębny dział.

### Pracownia Masowego Odkwaszania Papieru
17 listopada 1999 r. Rada Ministrów zaakceptowała wieloletni program rządowy na lata 2000–2008 „Kwaśny papier. Ratowanie w skali masowej zagrożonych polskich zasobów bibliotecznych i archiwalnych”. Program „Kwaśny papier” w archiwach państwowych realizuje Naczelna Dyrekcja Archiwów Państwowych. W ramach tego programu została uruchomiona w Archiwum Państwowym w Katowicach Pracownia Masowego Odkwaszania Papieru. Jej uroczyste otwarcie nastąpiło 7 grudnia 2007 r. Zadaniem pracowni jest ratowanie XIX- i XX-wiecznych dokumentów, które w wyniku działania niekorzystnych czynników wewnętrznych i zewnętrznych uległy zakwaszeniu. Na potrzeby pracowni odkwaszania i związanej z nią masowej konserwacji akt został zaadaptowany oddzielny, parterowy budynek Archiwum, co umożliwiło stworzenie optymalnej linii technologicznej. W pracowni jest stosowana technologia masowego odkwaszania wodorowęglanem magnezu w kąpieli wodnej, opracowana przez firmę Neschen. Zagrożone zniszczeniem akta po oczyszczeniu i kąpieli odkwaszającej są prasowane i reperowane, a następnie przepakowywane do bezkwasowych teczek i pudeł.
Pracownia w katowickim Archiwum jest jedną z czterech tego typu pracowni w polskich archiwach. Pozostałe znajdują się w Archiwum Akt Nowych (Warszawa), Centralnym Laboratorium Konserwacji Archiwaliów (Pracownia w Milanówku), Archiwum Państwowym w Gdańsku (Oddział w Gdyni).

### Projekt „Ochrona i konserwacja cieszyńskiego dziedzictwa piśmienniczego”
Z dniem 1 kwietnia 2007 Archiwum Państwowe w Katowicach wspólnie z pięcioma innymi instytucjami z terenu miasta Cieszyna przechowującymi archiwalia lub księgozbiory, rozpoczęło realizację projektu „Ochrona i konserwacja cieszyńskiego dziedzictwa piśmienniczego”. Należą do nich: Książnica Cieszyńska, cieszyński Oddział Archiwum Państwowego w Katowicach, Muzeum Śląska Cieszyńskiego, Zakon Bonifratrów, Parafia Ewangelicko-Augsburska w Cieszynie.
Głównym celem projektu jest kompleksowa ochrona i konserwacja historycznych księgozbiorów Cieszyna. Projekt jest rozpisany na trzy lata, zakłada inwentaryzację i opracowanie starodruków znajdujących się we wszystkich cieszyńskich placówkach bibliotecznych (ok. 34 000 woluminów) oraz akt z Archiwum Parafii Ewangelicko-Augsburskiej (ok. 60 mb akt). Projekt zakłada zastosowanie jednolitych zasad katalogowania i wykorzystania tego samego programu komputerowego do sporządzania opisów. Umożliwi to stworzenie jednej wspólnej (prezentowanej w Internecie), bazy katalogowej zawierającej opisy wszystkich cieszyńskich bibliotek zabytkowych. Projekt zakłada również digitalizację kilkuset najcenniejszych, a zarazem najbardziej zagrożonych i najczęściej wykorzystywanych obiektów bibliotecznych i archiwalnych, przede wszystkim rękopisów oraz dawnej prasy cieszyńskiej (łącznie ok. 580 000 stron).
Ministerialna komisja przeznaczyła na projekt 8 mln zł, z czego udział Oddziału Archiwum w Cieszynie wynosi nieco ponad 2 mln zł. Środki na realizację projektu pochodzą z funduszy Europejskiego Obszaru Gospodarczego (EOG) i Norweskiego Mechanizmu Gospodarczego. Darczyńcami są trzy kraje spoza Unii Europejskiej: Norwegia, Islandia i Liechtenstein. Wszystkie prace związane z realizacją projektu powinny zakończyć się w pierwszym kwartale 2010.

## Dyrektorzy Archiwum
- Michał Antonów (ur. 15 września 1903 we Lwowie, zm. 23 września 1985 w Katowicach) – archiwista, historyk. Ukończył historię na Uniwersytecie Lwowskim. Pod kierunkiem Stanisława Zakrzewskiego w roku 1931 obronił doktorat. Był twórcą i pierwszym kierownikiem Archiwum Akt Dawnych Województwa Śląskiego w Katowicach. Podczas okupacji niemieckiej przebywał we Lwowie, gdzie też brał udział w tajnym nauczaniu. Od 1945 ponownie organizował Archiwum w Katowicach, a w roku 1946 został jego dyrektorem. Funkcję tę pełnił do roku 1969. Był aktywnym członkiem Polskiego Towarzystwa Historycznego. Przed wojną publikował prace dotyczące historii Polski XVII w., po wojnie dziejów Śląska.

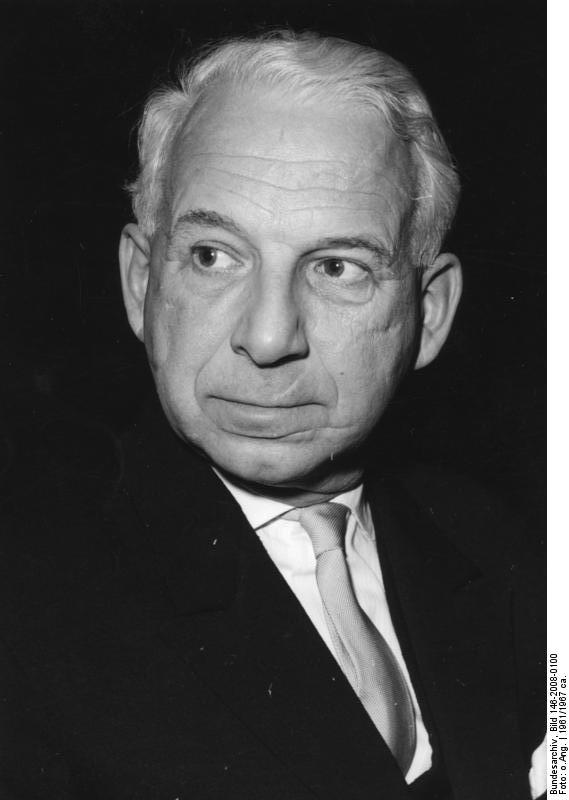
dr Karl Gustav Bruchmann

- Karl Gustav Bruchmann (ur. 2 października 1902 we Wrocławiu (wówczas Breslau), zm. 20 marca 1967 w Koblencji) – z wykształcenia historyk i filolog, od jesieni 1931 dyplomowany archiwista. Studiował na Uniwersytecie Wrocławskim i w Marburgu. Jego specjalnością była mediewistyka. Znał historyczną i archiwalną literaturę polską. Dyrektor Archiwum w Katowicach (Wojewodschaftsarchivs Kattowitz, Staatsarchiv Kattowitz) w latach (1939–1945). Od roku 1933 ochotniczo w Wehrmachcie. Od marca 1943 r. jako feldwebel rezerwy, jesienią tego roku powołany do czynnej służby wojskowej. 1 kwietnia 1944 awansowany na stopień lejtnanta. Z frontu wschodniego pisywał do archiwum, udzielając szczegółowych rad i wskazówek pozostałemu personelowi. W Katowicach występował w randze SA truppenführera, tj. oficera sztabowego ze szczególnym wykształceniem. Od maja 1945 do sierpnia 1947 w niewoli amerykańskiej, do której dostał się w Czechach. W sierpniu 1948 został kierownikiem biblioteki i muzeum w Goslar. Od 1 stycznia 1961 na stanowisku dyrektora Bundesarchiv w Koblencji.
- Adam Kałuża – dyrektor Archiwum w latach 1970–1996;
- Zygmunt Partyka – dyrektor Archiwum w latach 1997-2006;

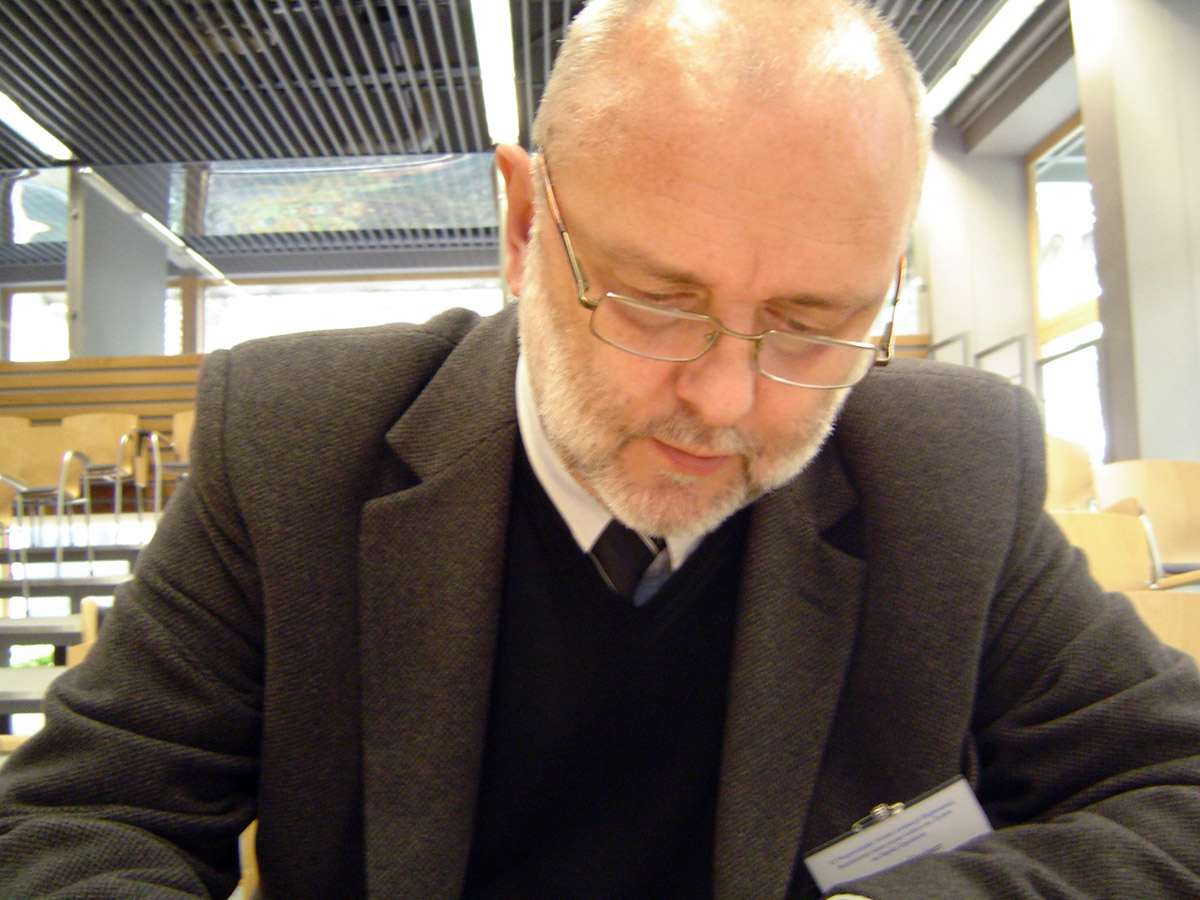
dr hab. Piotr Greiner

- Piotr Greiner dyrektor Archiwum w latach 2006 - 2022 (ur. 25 września 1956 w Rudzie Śląskiej) – historyk, archiwista. W latach 1975–1979 studiował historię na Uniwersytecie Śląskim w Katowicach, a w 1981 ukończył Podyplomowe Studia Archiwalne na Uniwersytecie Mikołaja Kopernika w Toruniu. Początkowo prowadził badania nad dziejami politycznymi województwa śląskiego w latach 1922–1939, w tym szczególnie nad historią ruchu młodzieżowego. Od wielu jednak lat zajmuje się geografią historyczną Śląska w okresie XVI–XX wieku, historią kartografii Górnego Śląska, biografistyce laureatów Nagrody Nobla urodzonych na Śląsku oraz archiwoznawstwem. Promowany na Uniwersytecie Śląskim w 1990 na stopień doktora nauk humanistycznych, a w 2012 na doktora habilitowanego. Dyrektor Archiwum od 2006 r. Odznaczony: Srebrnym Krzyżem Zasługi RP (1997) i Krzyżem Kawalerskim Orderu Odrodzenia Polski (2013).
- Sławomira Krupa dyrektor Archiwum w latach 2022 -

## Ciekawostki
- Siedzibą Oddziału Archiwum Państwowego w Oświęcimiu do 1 czerwca 2015 był budynek na terenie Państwowego Muzeum Auschwitz-Birkenau. Budynek, który zajmowało archiwum, jest obiektem muzealnym, oznaczonym jako blok Nr 1 i wchodzącym w czasie okupacji hitlerowskiej w skład obozu zagłady KL Auschwitz[6].
- W klasztorze oo. franciszkanów w Prudniku, do którego w 1943 r. przewieziono część cenniejszych akt katowickiego Archiwum, internowany był w od 6 października 1954 do 27 października 1955 prymas Stefan Wyszyński.
- Karl Gustav Bruchmann, dyrektor Archiwum w latach (1939–1945), został odznaczony Krzyżem Żelaznym I i II klasy – niemieckim odznaczeniem wojskowym nadawanym za męstwo na polu walki, a także za sukcesy dowódcze.